# Оглупели от любов
„Оглупели от любов“ (на английски: Crazy, Stupid, Love) е американска романтична комедия от 2011 г. Сценарият е дело на Дан Фогелман, а режисьори са Глен Фикара и Джон Рекуа. Премиерата е на 19 юли 2011 г. в Ню Йорк, а по кината в САЩ и България филмът излиза съответно на 29 юли и 30 септември 2011 г.

## Актьорски състав
- Стийв Карел – Кал Уивър
- Райън Гослинг – Джейкъб Палмър
- Джулиан Мур – Емили Уивър
- Ема Стоун – Хана Уивър
- Анали Типтън – Джесика Райли
- Джона Бобо – Роби Уивър
- Джои Кинг – Моли Уивър
- Мариса Томей – Кейт Тафърти
- Джон Каръл Линч – Бърни Райли
- Бет Литълфорд – Клеър Райли
- Кевин Бейкън – Дейвид Линдхаген
- Лиза Лапира – Лиз
- Джош Гробан – Ричард
- Кристал Рийд – Ейми Джонсън

## Награди и номинации
| Категория                              | Номиниран                         | Резултат                          |
| Златен глобус (15 януари 2012 г.)      | Златен глобус (15 януари 2012 г.) | Златен глобус (15 януари 2012 г.) |
| -------------------------------------- | --------------------------------- | --------------------------------- |
| Най-добър актьор в мюзикъл или комедия | Райън Гослинг                     | номинация                         |
| Емпайър (25 март 2012 г.)              |                                   |                                   |
| Най-добра комедия                      | Най-добра комедия                 | номинация                         |